# Beverly D'Angelo
Beverly Heather D'Angelo (Columbus, Ohio, 15 de novembro de 1951) é uma atriz norte-americana. Entre 1981 e 1995 foi casada com Lorenzo Salviati. Em 25 de Janeiro de 2001, Beverly e Al Pacino foram pais dos gémeos Anton e Olivia.
Ficou relativamente famosa atuando nos filmes Hair (1979), e nos anos 80, protagonizando a série cinematográfica de humor Férias Frustradas, ao lado do ator e comediante americano Chevy Chase.